# Refuge faunique national de Ridgefield
Le refuge faunique national de Ridgefield est une réserve naturelle, l'un des refuges fauniques nationaux exploités par le United States Fish and Wildlife Service, situé dans la partie la plus à l'ouest du comté de Clark, dans l'État de Washington. Le refuge protège plus de 5 200 acres (2 100 ha) de marais, de prairies, et de forêts.
Le refuge a été créé en 1965 (ainsi que trois autres refuges dans la vallée Willamette de l'Oregon) pour répondre à la nécessité d'établir un habitat d'hivernage vital pour les ansériformes, en mettant l'accent sur la bernache du Canada dont les aires de nidification en Alaska ont été durement touchées par le violent tremblement de terre de 1964.
Le RFN de Ridgefield fait partie du complexe du refuge faunique national de Ridgefield, qui siège à Ridgefield et supervise la gestion de quatre refuges dans la partie sud-ouest de l'État : Ridgefield, et trois refuges dans les gorges du Columbia ; le lac Franz (en), Pierce (en), et le lac Steigerwald (en).

## Unités et activités du refuge
L'objectif de gestion pour les unités de Carty, d'un sentier pédestre autoguidé de 2 milles (3 km), Roth and Ridgeport Dairy, est de préserver la plaine inondable naturelle du Columbia. La River 'S', le sentier de randonnée pédestre saisonnier de 4,2 milles (7 km) et le sentier pédestre de 1,2 mille (2 km), ainsi que les unités de l'île Bachelor (en) sont gérés de façon à maximiser l'habitat pour la sauvagine et les autres espèces sauvages des terres humides.

## Faune
Des grues du Canada, des oiseaux de rivage et des oiseaux chanteurs très variés s'arrêtent au refuge pendant les migrations printanières et automnales. Certaines espèces d'oiseaux comme le canard colvert, le grand héron, et la buse à queue rousse vivent toute l'année et nichent dans le refuge. Le cerf à queue noire (en) et le puma sont les plus gros mammifères du refuge. Des espèces de mammifères plus petites comme le coyote, le raton laveur, la mouffette, le porc-épic, le lynx roux, le castor, le vison, la loutre de rivière et le lapin de Backman sont parfois observés.